# Deblois (Maine)
Deblois es un pueblo ubicado en el condado de Washington en el estado estadounidense de Maine. En el Censo de 2010 tenía una población de 57 habitantes y una densidad poblacional de 0,61 personas por km².

## Geografía
Deblois se encuentra ubicado en las coordenadas 44°43′36″N 67°59′5″O / 44.72667, -67.98472. Según la Oficina del Censo de los Estados Unidos, Deblois tiene una superficie total de 93.46 km², de la cual 92.81 km² corresponden a tierra firme y (0.69%) 0.65 km² es agua.

## Demografía
Según el censo de 2010, había 57 personas residiendo en Deblois. La densidad de población era de 0,61 hab./km². De los 57 habitantes, Deblois estaba compuesto por el 94.74% blancos, el 0% eran afroamericanos, el 1.75% eran amerindios, el 0% eran asiáticos, el 0% eran isleños del Pacífico, el 0% eran de otras razas y el 3.51% pertenecían a dos o más razas. Del total de la población el 0% eran hispanos o latinos de cualquier raza.